# Queen Mab

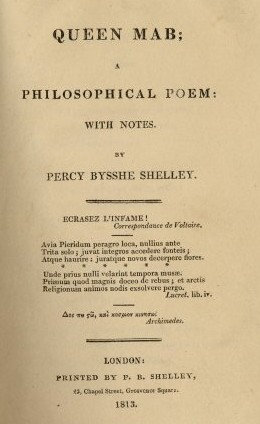
Page de titre de la première édition limitée, imprimée par Shelley lui-même, en 1813.

Queen Mab; A Philosophical Poem; With Notes (La Reine Mab ; un poème philosophique; avec des notes), publié en 1813 en neuf chants (canto) avec dix-sept notes, fut le premier grand ouvrage poétique publié par Percy Bysshe Shelley (1792-1822), le poète romantique anglais. Il met en scène une fée des légendes britanniques médiévales, la reine Mab.